# Guso
 (septembre 2019).
Le Guso (anciennement connu sous le nom de Guichet unique du spectacle occasionnel) est un organisme national visant à simplifier les démarches administratives pour l'emploi des artistes et des techniciens du spectacle vivant en France.  

## Historique
Le Guso a été mis en place le 2 novembre 1999 à l’initiative des pouvoirs publics, des organismes de protection sociale du domaine du spectacle et des représentants de la profession. 
Obligatoire depuis janvier 2004, Pôle emploi est l’opérateur national du Guso.

## Activité
Le Guso intervient pour regrouper en une seule démarche les cotisations et les contributions en agissant au nom de six organismes de protection sociale :
1. adhérer : l’adhésion est gratuite et indispensable pour utiliser les services en ligne du Guso
2. connaître le coût de la prestation : l’outil de simulation en ligner permet de déterminer les éléments de rémunération (salaires brut et net ; cotisations et montant du prélèvement à la source).
3. saisir les déclarations en ligne : 
  1. La Déclaration préalable à l’embauche (DPAE) : obligatoire, elle doit être effectuée au plus tard 2 heures avant le spectacle,
  2. La Déclaration unique simplifiée (DUS) : elle a valeur de contrat de travail et peut être imprimée avant le spectacle,
4. régler les cotisations sociales et le prélèvement à la source.

Référence : Site officiel du Guso (https://www.guso.fr)